# Météores de Fontenay-sous-Bois
I Météores de Fontenay-sous-Bois sono una squadra di football americano di Fontenay-sous-Bois, in Francia, fondata nel 1981.
Hanno giocato la finale nazionale nel 1982.

## Dettaglio stagioni

### Tornei nazionali

#### Campionato

##### Division Élite
| Stagione | regular season | regular season | regular season | regular season | regular season | regular season | playoff | playoff | playoff | playoff | playoff | playoff    | playoff    |
|          | Vin            | Par            | Per            | Tot            | PF             | PS             | Vin     | Per     | Tot     | PF      | PS      | risultato  | avversaria |
| -------- | -------------- | -------------- | -------------- | -------------- | -------------- | -------------- | ------- | ------- | ------- | ------- | ------- | ---------- | ---------- |
| 2014     | 0              | 0              | 8              | 8              | 62             | 264            | -       | -       | -       | -       | -       | Retrocessi | -          |
| Totale   | 0              | 0              | 8              | 8              | 62             | 264            | -       | -       | -       | -       | -       |            |            |

Fonti: Enciclopedia del Football - A cura di Roberto Mezzetti

### Riepilogo fasi finali disputate
| Anno           | Luogo | Evento     | Fase del torneo      | Incontro                                             | Risultato |
| 15 giugno 2013 |       | Division 2 | Spareggio promozione | Spartiates d'Amiens - Météores de Fontenay-sous-Bois | 20 - 29   |

## Palmarès
- 3 Caschi d'Oro (1985, 1993, 1996)
- 1 Campionato francese juniores (2017)